# مارتن فورد
مارتن فورد (13 ديسمبر 1978 - ) (بالإنجليزية: Martin Ford)‏ هو لاعب كريكت بريطاني.